# Живине
Живине (тъй като в локалното произношение н е палатализиран, името се среща изписвано и като Живинье, на македонска литературна норма: Живиње; на албански: Zhivinja) е село в Северна Македония, в община Куманово.

## География
Селото е разположено в Градищанската планина, в най-южния дял на Кумановската област и е от купен тип. Граничи със селото Койнарска Сушица на югозапад, на север със селото Колицко, а на североизток с Павлешенци.

## История
В края на XIX век Живине е българско село в Кумановска каза на Османската империя. Църквата „Свети Илия“ е от 1886 година. Според статистиката на Васил Кънчов („Македония. Етнография и статистика“) от 1900 година Живинье е село, населявано от 275 жители българи християни.
Цялото население на селото е под върховенството на Българската екзархия. По данни на секретаря на екзархията Димитър Мишев („La Macédoine et sa Population Chrétienne“) в 1905 година в Живине има 320 българи екзархисти и в селото функционира българско училище.
В учебната 1907/1908 година според Йован Хадживасилевич в селото има екзархийско училище.
В 1910 година селото пострадва при обезоръжителната акция.
При избухването на Балканската война 6 души от Живине са доброволци в Македоно-одринското опълчение.
В Първата световна война 7 души от селото загиват като войнци в Българската армия.
Според преброяването от 2002 година селото има 46 жители, всички северномакедонци.

## Личности
Родени в Живине
- Йосиф Гелев (? - 4 октомври 1914), български революционер, четник на Кръсто Лазаров в 1914 година[11][12]
- Милан Константинов (Костадинов) - Живински, български революционер, четник на Кръсто Лазаров в 1914[13][11] и 1915 година[14]
- Панзо Соколов (? – след 1949), български революционер
- Трайчо Костадинов, български революционер, четник на Ефрем Миладинов в 1914 година[15]

Починали в Живине
- Лазар Велков (1880 – 1924), български революционер